# Tasawaq

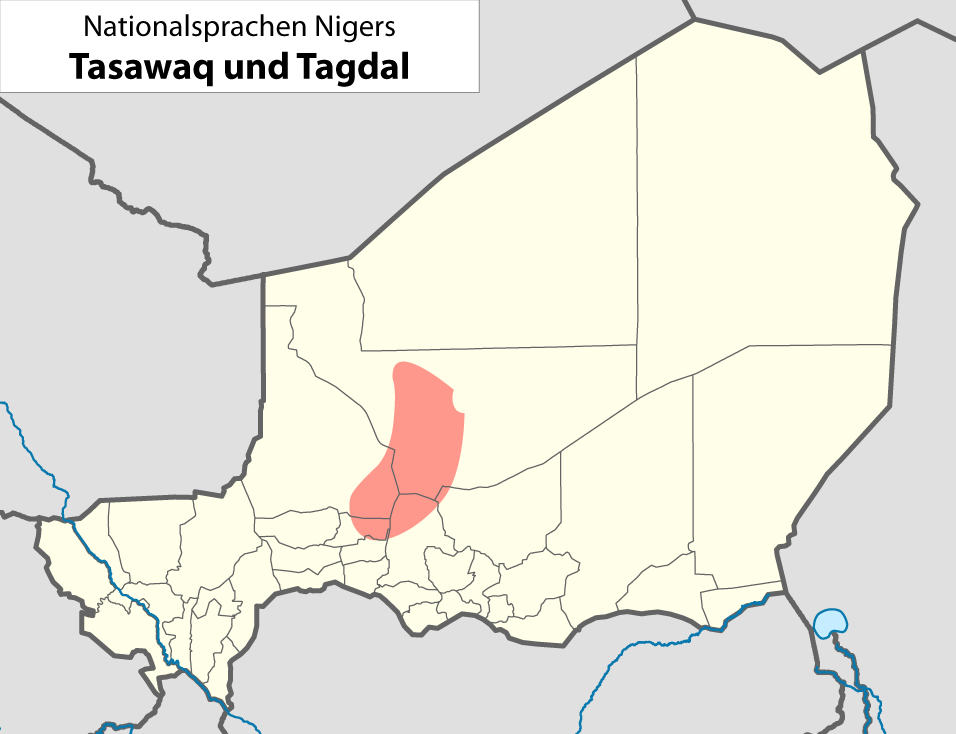
Verbreitungsgebiet des Tasawaq-Tagdal im Niger

Tasawaq ist eine in Niger von ca. 8000 sesshaft lebenden Menschen (Stand 1998) gesprochene nördliche Songhai-Sprache. 
Sie teilt sich auf in das um Ingall gesprochene Ingelsi und Emghedeshie, die mittlerweile ausgestorbene Sprache von Agadez. Am nächsten verwandt ist sie mit dem an der algerisch-marokkanischen Grenze bei Tabelbala ebenfalls von Sesshaften gesprochenen Korandje.